# Акшокат
Акшокат (каз. Ақшоқат) — село в Отырарском районе Туркестанской области Казахстана. Входит в состав Тимурского сельского округа. Находится примерно в 14 км к северу от районного центра, села Шаульдер. Код КАТО — 514853200.

## Население
В 1999 году население села составляло 105 человек (55 мужчин и 50 женщин). По данным переписи 2009 года, в селе проживало 119 человек (62 мужчины и 57 женщин).